# The „What Time Is Love?” Story
A The „What Time Is Love?” Story a The KLF akkori sikerszámának, a What Time Is Love?-nak a legsikerültebb remixeit tartalmazza.

## Számok
1. The KLF – What Time Is Love?
2. Dr. Felix – Relax Your Body
3. K.L.F.S. – What Time Is Love?
4. Liaisons D – Heartbeat
5. Neon – No Limit
6. The KLF – What Time Is Love? (Live At The Land Of Oz Edit)